# Logical Unit Number
Una Logical Unit Number, più comunemente LUN,  è un numero che identifica diverse periferiche che condividono lo stesso bus SCSI. Oggi il termine è maggiormente usato nelle storage area networks (SAN) per identificare partizioni differenti di un medesimo RAID set.